# Ariadna Welter
Ariadna Welter, pseudonimo di Ariadna Gloria Rosa Welter Vorhauer (Città del Messico, 29 giugno 1930 – Città del Messico, 13 dicembre 1998), è stata un'attrice messicana di origine olandese, tedesca, francese e spagnola in voga negli cinquanta e sessanta.

## Biografia
Nata in Messico da padre olandese, Gerardus Jacob Welter (1904-1981), ingegnere e amministratore della Royal Dutch Shell, e madre messicana, Blanca Rosa Vorhauer (1901-1992), proveniente da una famiglia di origini tedesche, francesi e spagnole, Ariadna era la terza di quattro figli. La maggiore prima di lei aveva iniziato la carriera cinematografica con il nome di Linda Christian.
Grazie al lavoro del padre lei, così come gli altri fratelli viaggiò molto nella sua infanzia diventando poliglotta, era in grado di parlare in maniera fluente oltre allo spagnolo anche inglese, francese, tedesco e olandese. 
Dopo gli studi a soli 19 anni debutta nel cinema in un piccolo ruolo nel film Il principe delle volpi con protagonista l'allora cognato Tyrone Power e girato in Italia.
La sua carriera inizia però qualche anno dopo in Messico dove partecipa a diversi film molto apprezzati sia dalla critica che dal pubblico. Tra questi Estasi di un delitto di Luis Buñuel e Sombra verde di Roberto Gavaldón. Nel 1954 si sposa con il regista e produttore Miguel Alatriste Rodriguez, da questo matrimonio nacque il figlio Gabriel Gerardo ma terminò dopo 6 anni.
Nel solo 1956 partecipa a tre pellicole ma in questo periodo il suo nome è legato ai primi film messicani dedicati ai vampiri: La stirpe dei vampiri e La bara del vampiro entrambi diretti da Fernando Méndez nel 1957 con protagonista Abel Salazar. 
Continua a lavorare alternando commedie e drammi, nel 1961 lavora in un film americano The Devil's Hand a fianco della sorella Linda Christian e Robert Alda. La difficile realizzazione della pellicola, dovuta ad una permanente carenza di denaro, la convinsero a lasciare Hollywood e restare in Messico.
Nello stesso anno debutta in televisione dove continua a lavorare fino agli anni novanta partecipando a diverse telenovelas. 
Muore a causa di una cirrosi all'età di 68 anni e le ceneri furono sepolte nella cappella di famiglia.

## Filmografia parziale
- Il principe delle volpi (Prince of Foxes), regia di Henry King (1949)
- La ribellione degli impiccati (La rebelión de los colgados), regia di Alfredo B. Crevenna e Emilio Fernández (1954)
- Sombra verde, regia di Roberto Gavaldón (1954)
- Estasi di un delitto (Ensayo de un crimen), regia di Luis Buñuel (1955)
- La ilegítima, regia di Chano Urueta (1956)
- La stirpe dei vampiri (El vampiro) regia di Fernando Méndez (1957)
- La bara del vampiro (El ataud del vampiro) regia di Fernando Méndez(1957)
- The Devil's Hand, regia di William J. Hole Jr. (1961)